# Markéta Procházková-Lutková
Markéta Procházková, provdaná Lutková (25. září 1963 Praha – 2. června 2020 Praha), byla česká básnířka, hudební skladatelka a pedagožka, která svých největších úspěchů dosáhla už v dětském věku.

## Život
Narodila se v Praze v roce 1963. Od předškolního věku psala básně a brzy začala publikovat. Postupně jí od roku 1979 vyšly 4 sbírky.
K jejím 18. narozeninám byl připraven pořad s názvem „Vesmír v nás“ v pražském Planetáriu v podání Radovana Lukavského a Marie Tomášové.
Od dětství se věnovala hře na klavír, skladbě a improvizaci. Právě v těchto oborech vystudovala Akademii múzických umění a Pražskou konzervatoř.
Zemřela 2. června 2020.

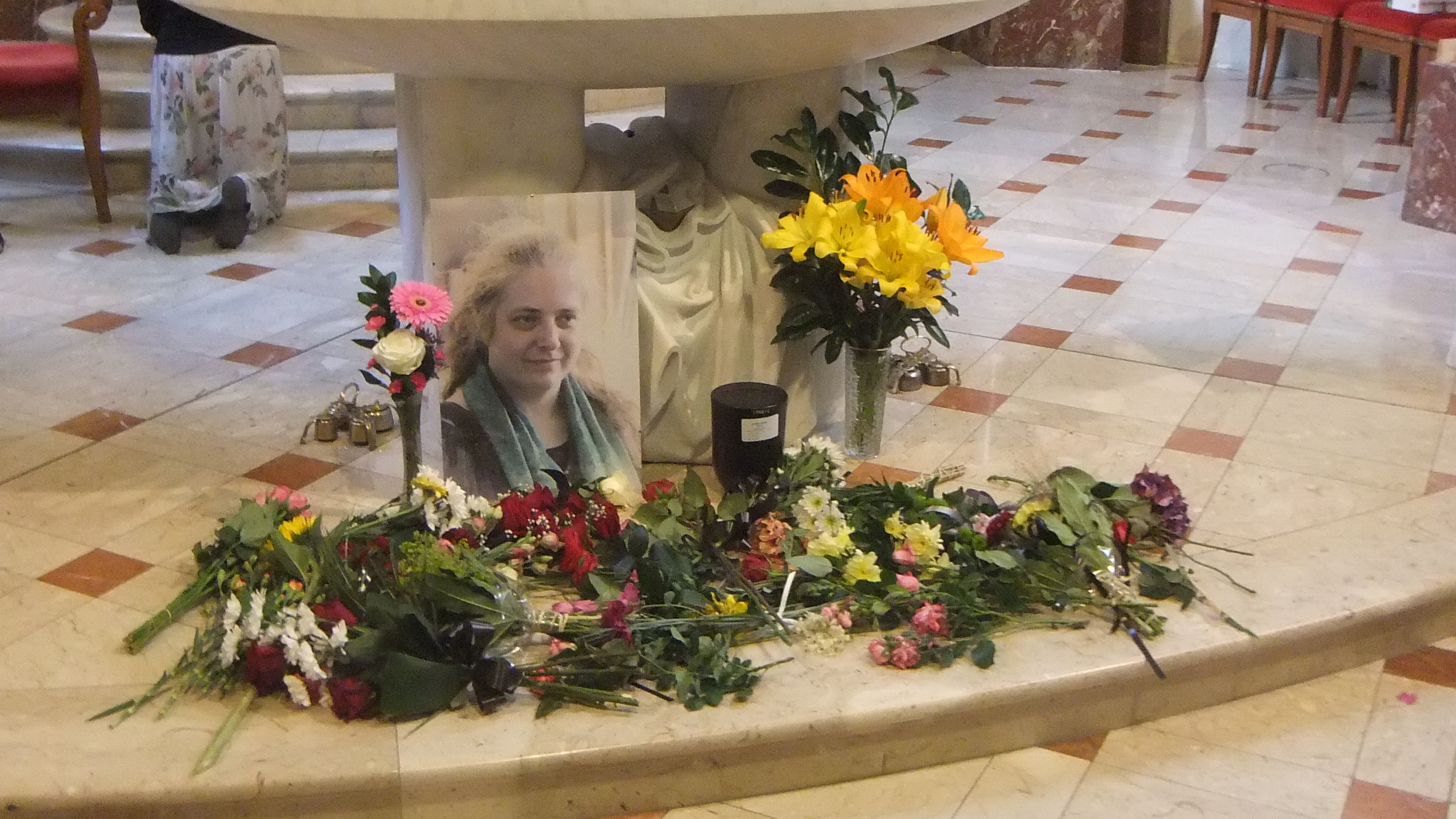
Rekviem 27. 6. 2020

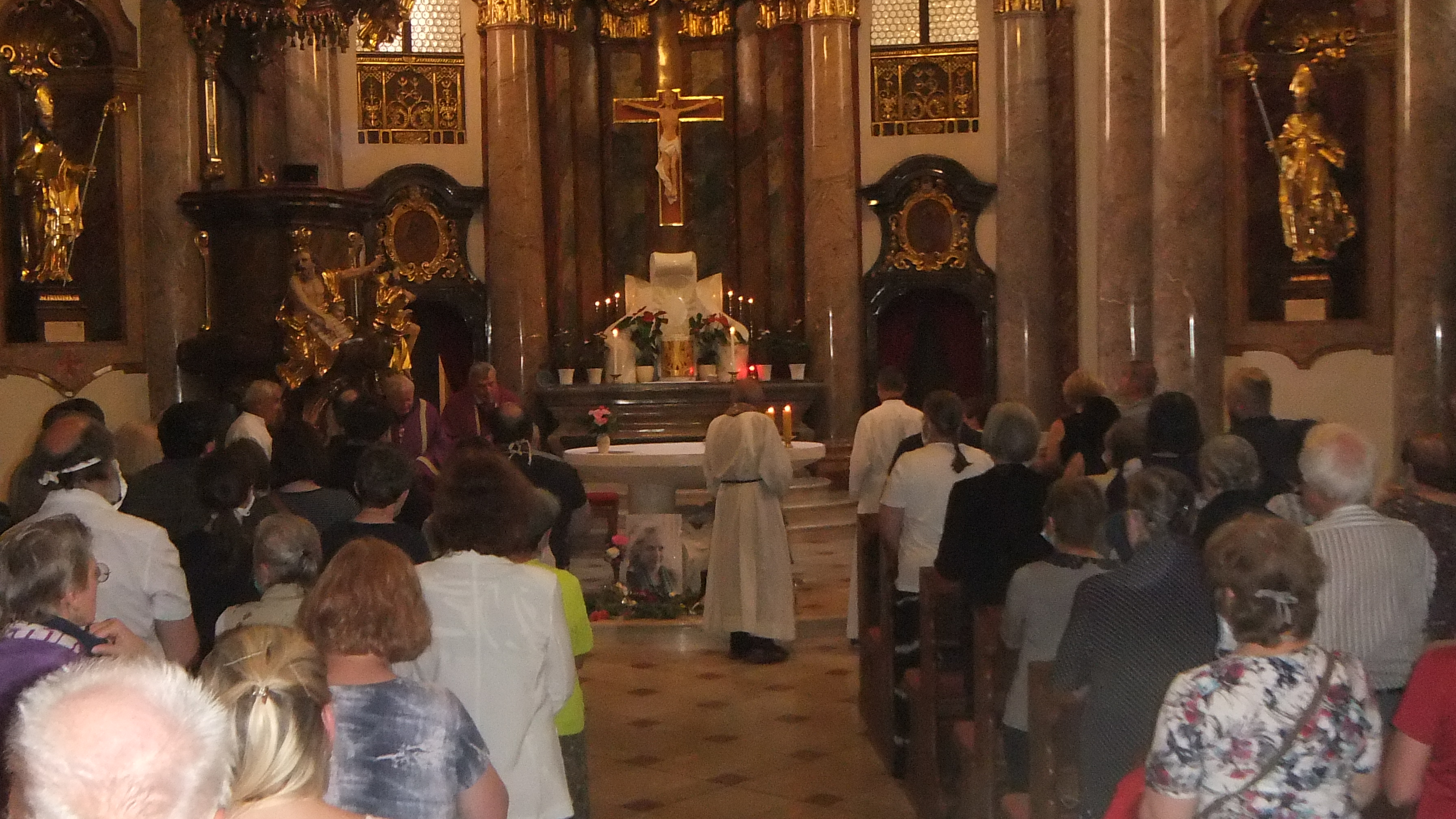
Rekviem 27. 6. 2020

Smuteční obřad nad její urnou proběhl 27. 6. 2020 v pražském kostele sv. Bartoloměje.

## Tvorba
- Sny bez přístřeší (Čs. spisovatel – 1979)
- Vítání světla (Mladá fronta – 1981)
- Na prahu lásky (Mladá fronta – 1983)
- Podej mi ruku (výběr básní) (nakl. Nové Město – 2000)